# Orgilus absonus
Orgilus absonus är en stekelart som beskrevs av Muesebeck 1970. Orgilus absonus ingår i släktet Orgilus och familjen bracksteklar. Inga underarter finns listade i Catalogue of Life.